# Francesco Bernardino Caldogno
Francesco Bernardino Caldogno (Vicenza, 1497 – ...) è stato un medico, letterato e scacchista italiano.

## Biografia
Medico di famiglia benestante, che dall'imperatore Federico Barbarossa ricevette il titolo comitale, ebbe due figli, Gian Battista e Alda, monaca del monastero di San Tommaso apostolo a Vicenza, morta ottantaduenne nel 1604.
Scrisse il De ludo scachorum, un poemetto in 178 esametri latini dedicato al figlio Gian Battista, che fu tradotto e stampato nel 1974 da Luigi Paletto per L'Italia Scacchistica.